# Boulengerella
Boulengerella – rodzaj słodkowodnych ryb kąsaczokształtnych z rodziny szczupieńcowatych (Ctenoluciidae).

## Występowanie
Ameryka Południowa.

## Klasyfikacja
Gatunki zaliczane do tego rodzaju:
- Boulengerella cuvieri
- Boulengerella lateristriga
- Boulengerella lucius
- Boulengerella maculata – szczupieniec plamisty[3]
- Boulengerella xyrekes

Gatunkiem typowym jest Xiphostoma lateristriga (B. lateristriga).